# テンダーラビングケアサービス
株式会社テンダーラビングケアサービスは、東京都千代田区に本社を置き、人材関連サービス・保育サービスを提供する日本の企業。

## 概要
保育関連の求人・転職支援サイト「わたしの保育」などの人材サポート事業、家事代行のライフサポート事業から始まり、保育関連施設運営やグローバル化支援、エグゼクティブサーチなどの事業領域に進出している。

## 沿革
- 1994年 - 創業者の柚上啓子が株式会社テンダーラビングケアサービスを設立（ベビーシッター事業開始）
- 1998年 - 人材派遣業開始
- 2004年 - 施設運営請負業・介護ヘルパー派遣業開始
- 2010年 - グローバル戦略事業開始
- 2017年 - 保育関連求人サイト「わたしの保育」開始　大阪支店を開設　総合家事代行 ライフソムリエール サービス開始

## 所在地
- 本社　東京都千代⽥区⼤⼿町1-6-1 ⼤⼿町ビル213
- 大阪支店　大阪府大阪市北区西天満2丁目6番8号 堂島ビルヂング608

## 運営サービス
- グローバル戦略事業　CEマーキングをはじめとする海外認証取得支援サービスを行なう
- 人材派遣／紹介事業　一般法人・自治体・エグゼクティブサーチ領域を対象とした人材サービスを行なう
- 施設運営事業　テンダーラビング保育園・テンダーラビング学童クラブ・福祉施設の受託[2]・機能訓練型デイサービス　健王子の各運営を行なう
- ライフサポート事業　家事代行・育児サポート・シルバーサポートサービス「ライフソムリエール」を行なう[3]